# Bandeira da Chechênia

Bandeira separatista desde 1991

A Bandeira da Chechênia (português brasileiro) ou da Chechénia (português europeu) é um dos símbolos oficiais da República da Chechênia, uma subdivisão da Federação Russa. Foi introduzida em 2004, é utilizada principalmente por parte do governo da Chechénia, enquanto as bandeiras independentistas são comummente usadas por forças de oposição ao longo de todo o mundo.

## Descrição
Seu desenho consiste num retângulo com proporção largura–comprimento de 2:3. A bandeira é composta por três barras horizontais, a partir de cima para baixo: verde, representando o Islão; branco e vermelho; sobreposta sobre eles fica uma estreita faixa branca vertical ao lado do retângulo, contendo o órgão ornamental. 

## Semelhança
A Bandeira da Chechênia é semelhante à bandeira da cidade de Pindamonhangaba, isso porque ambas possuem três listras e seguem o padrão de cima para baixo, verde, branco e vermelho.